# 習志野きらっとスプリント
習志野きらっとスプリント（ならしのきらっとスプリント）は、千葉県競馬組合が船橋競馬場ダート1000mで施行する地方競馬の重賞（SII）競走である。2024年からの正式名称は、「スポーツニッポン賞 習志野きらっとスプリント」。
副賞は、習志野市長賞、スポーツニッポン賞、地方競馬全国協会理事長賞、千葉県馬主会会長賞、また生産牧場賞がある（2025年）。

## 概要
2011年創設。地方競馬で、超短距離の1000メートル以下の重賞競走を集中的に開催するシリーズ「地方競馬スーパースプリントシリーズ」の決勝戦として開催される（2023年まで）。この競走では、当該項に記しているトライアルシリーズ（予選）の諸競走優勝馬に優先出走資格を与え、地方競馬における超短距離競走馬の実力日本一をかけて争うものである。
創設当初の格付けはSIIIで、2018年にSIIに格上げされた。2020年よりSIに昇格されるも、2024年よりSIIに降格となる。

### 条件・賞金等（2025年）
出走条件
サラブレッド系3歳以上・地方競馬全国交流競走
- 出走枠は、南関東所属馬10頭以上、地方他地区所属馬4頭以下と定められている。（ただし、状況に応じて増減があり得る）
- 南関東所属馬は、川崎スパーキングスプリント、若潮スプリントの優勝馬、ドレミダッシュ（習志野きらっとスプリントトライアル）の優勝馬及び2着馬、他地区所属馬は早池峰スーパースプリント、園田FCスプリント、グランシャリオ門別スプリントの優勝馬に優先出走権がある。

。
負担重量
別定
- 3歳53kg、4歳以上56kg、牝馬2kg減。
  - 令和5年7月30日から令和7年7月18日までのダートグレード競走・JRA重賞競走の1着馬は2kg、SI・SII競走の1着馬は1kg加増する。（2・3歳限定競走の成績を除く）

賞金額
1着2100万円、2着735万円、3着420万円、4着210万円、5着105万円。
優先出走権付与
優勝した南関東所属馬には、アフター5スター賞（SIII）と東京盃（JpnII）とテレ玉杯オーバルスプリント（JpnIII）の優先出走権が付与される。

## 歴史
- 2011年 - 船橋競馬場のダート1000mの重賞競走（SIII）として創設。
- 2016年 - 初めてナイター競走として実施[4]。以後、ナイター開催で定着（2020年現在）。
- 2018年 - 格付けをSIIに格上げされる[5]。
- 2020年 - 格付けをSIに格上げされ、負担重量が別定から定量に変更。
- 2021年 - 船橋競馬場の大規模改修工事のため、無観客競馬として開催。
- 2024年
  - 格付けをSIIに変更。
  - 負担重量を「定量」から「別定」に変更。
  - レース名を「スポーツニッポン賞 習志野きらっとスプリント」に変更。
- 2025年 - 本年のみ同年11月に船橋競馬場で開催されるJBCスプリントへのステップレースに位置づけられる。

### 歴代優勝馬
| 回数   | 施行日        | 優勝馬             | 性齢 | 所属 | タイム | 優勝騎手   | 管理調教師 | 馬主                           |
| ------ | ------------- | ------------------ | ---- | ---- | ------ | ---------- | ---------- | ------------------------------ |
| 第1回  | 2011年7月21日 | ラブミーチャン     | 牝4  | 笠松 | 58.4   | 濱口楠彦   | 柳江仁     | 小林祥晃                       |
| 第2回  | 2012年7月20日 | ラブミーチャン     | 牝5  | 笠松 | 58.2   | 濱口楠彦   | 柳江仁     | 小林祥晃                       |
| 第3回  | 2013年7月15日 | ラブミーチャン     | 牝6  | 笠松 | 58.3   | 森泰斗     | 柳江仁     | 小林祥晃                       |
| 第4回  | 2014年7月21日 | ナイキマドリード   | 牡8  | 船橋 | 59.0   | 川島正太郎 | 川島正行   | 小野誠治                       |
| 第5回  | 2015年7月20日 | ルックスザットキル | 牡3  | 大井 | 59.3   | 早田功駿   | 中村護     | 田記正規                       |
| 第6回  | 2016年7月20日 | フラットライナーズ | 牡4  | 船橋 | 59.6   | 左海誠二   | 林正人     | （有）太盛                     |
| 第7回  | 2017年7月25日 | スアデラ           | 牝4  | 船橋 | 59.0   | 本田正重   | 佐藤裕太   | 吉田照哉                       |
| 第8回  | 2018年7月25日 | アピア             | セ7  | 大井 | 1:00.3 | 御神本訓史 | 藤田輝信   | 宮崎時子                       |
| 第9回  | 2019年7月17日 | ノブワイルド       | 牡7  | 浦和 | 59.0   | 左海誠二   | 小久保智   | 前田亘輝                       |
| 第10回 | 2020年7月22日 | ノブワイルド       | 牡8  | 浦和 | 58.5   | 左海誠二   | 小久保智   | 前田亘輝                       |
| 第11回 | 2021年7月21日 | コパノフィーリング | 牝4  | 船橋 | 58.6   | 森泰斗     | 新井清重   | 小林祥晃                       |
| 第12回 | 2022年7月26日 | ギシギシ           | 牡4  | 大井 | 59.2   | 笹川翼     | 栗田裕光   | （有）フォレブルー             |
| 第13回 | 2023年7月25日 | キモンルビー       | 牝6  | 船橋 | 59.7   | 御神本訓史 | 川島正一   | 小林祥晃                       |
| 第14回 | 2024年7月18日 | エンテレケイア     | 牡6  | 浦和 | 58.7   | 吉原寛人   | 小久保智   | 小田吉男                       |
| 第15回 | 2025年7月30日 | ファーンヒル       | 牡6  | 大井 | 59.1   | 笹川翼     | 荒山勝徳   | （株）カナヤマホールディングス |

## 他地区所属馬の成績
| 回次             | 馬名               | 所属   | 着順 |
| ---------------- | ------------------ | ------ | ---- |
| 第1回（2011年）  | ラブミーチャン     | 笠松   | 1着  |
|                  | エイシンタイガー   | 笠松   | 4着  |
|                  | コロニアルペガサス | 笠松   | 6着  |
|                  | ニシノコンサフォス | 名古屋 | 7着  |
|                  | サムデイシュアー   | 高知   | 8着  |
|                  | エイシンアマデウス | 笠松   | 10着 |
|                  | ペプチドジャスパー | 荒尾   | 13着 |
|                  | ゼットカーク       | 高知   | 14着 |
| 第2回（2012年）  | ラブミーチャン     | 笠松   | 1着  |
|                  | グッドリーズン     | 園田   | 9着  |
| 第3回（2013年）  | ラブミーチャン     | 笠松   | 1着  |
|                  | トウホクビジン     | 笠松   | 6着  |
| 第4回（2014年）  | アウヤンテプイ     | 北海道 | 4着  |
|                  | エスワンプリンス   | 佐賀   | 7着  |
|                  | ワールドエンド     | 名古屋 | 9着  |
|                  | トウホクビジン     | 笠松   | 10着 |
| 第5回（2015年）  | サクラシャイニー   | 高知   | 4着  |
|                  | コスモフィナンシェ | 水沢   | 10着 |
|                  | クリスタルボーイ   | 名古屋 | 11着 |
|                  | クロスオーバー     | 高知   | 12着 |
|                  | ユーセイクインサー | 笠松   | 13着 |
|                  | ピンクストーン     | 名古屋 | 14着 |
| 第6回（2016年）  | サクラシャイニー   | 高知   | 4着  |
|                  | クリーンエコロジー | 北海道 | 5着  |
|                  | ランドクイーン     | 西脇   | 11着 |
| 第7回（2017年）  | タイセイバンデット | 北海道 | 2着  |
|                  | ハイジャ           | 笠松   | 12着 |
|                  | マルトクスパート   | 園田   | 14着 |
| 第8回（2018年）  | サクラレグナム     | 高知   | 3着  |
|                  | タイセイバンデット | 北海道 | 9着  |
|                  | ワイルドジーク     | 笠松   | 10着 |
|                  | エイシンテキサス   | 佐賀   | 11着 |
|                  | シュダイカ         | 佐賀   | 12着 |
|                  | コウギョウダグラス | 佐賀   | 13着 |
|                  | モンドール         | 西脇   | 14着 |
| 第9回（2019年）  | サクラレグナム     | 高知   | 8着  |
|                  | タガノカピート     | 園田   | 11着 |
|                  | キングクリチャン   | 西脇   | 13着 |
| 第10回（2020年） | アザワク           | 北海道 | 4着  |
|                  | スティンライクビー | 盛岡   | 8着  |
|                  | エイシンテキサス   | 名古屋 | 12着 |
|                  | ミラクルダマスク   | 笠松   | 13着 |
| 第11回（2021年） | アザワク           | 北海道 | 7着  |
|                  | ブランオラージュ   | 兵庫   | 8着  |
|                  | ダノングッド       | 高知   | 9着  |
|                  | ダノンジャスティス | 高知   | 10着 |
| 第12回（2022年） | ロトヴィグラス     | 佐賀   | 5着  |
|                  | ナムラムツゴロー   | 名古屋 | 8着  |
| 第13回（2023年） | メイプルシスター   | 西脇   | 7着  |
|                  | ダノンジャスティス | 高知   | 9着  |
|                  | ロトヴィグラス     | 佐賀   | 11着 |
|                  | パー               | 西脇   | 14着 |
| 第14回（2024年） | オールスマート     | 佐賀   | 3着  |
|                  | イモータルスモーク | 高知   | 5着  |
|                  | ビリーヴインミー   | 名古屋 | 6着  |
|                  | ロイヤルパールス   | 名古屋 | 10着 |
| 第15回（2025年） | ラヴラブクロフネ   | 愛知   | 6着  |
|                  | ユアマイドリーム   | 高知   | 11着 |

当競走は他の地方全国交流競走と比較して他地区所属馬の出走枠が多いため、年によっては多くの他地区所属馬が出走する。第1回は南関東所属馬よりも他地区所属馬の方が出走頭数が多いという逆転現象が起こっている。

### 各回競走結果の出典
- 習志野きらっとスプリント競走優勝馬 - 南関東4競馬場公式サイト
- 第4回習志野きらっとスプリント - 地方競馬情報サイト